# Minha Criança Trans
Minha Criança Trans é uma organização não-governamental (ONG) brasileira fundada por Thamirys Nunes em 2022 na cidade de Campinas. Sua missão é garantir os direitos das crianças transgênero.

## História
A associação foi fundada em 2022 por Thamirys Nunes. Inicialmente trabalhou em uma ONG LGBT, mas decidiu criar uma específica para crianças transgênero. Segundo Thamirys, um dos motivos para criar sua própria ONG foi devido à dificuldade em encontrar redes de apoio para crianças trans da idade de sua filha. A Minha Criança Trans ganhou CNPJ em janeiro de 2023. Na parada LGBT de São Paulo daquele ano, trouxe 120 famílias que participaram com o lema "Ser trans é um direito. Nossos filhos precisam de respeito". Na parada LGBT de 2024, a Minha Criança Trans organizou um bloco voltado para crianças e adolescentes trans que contou com 150 participantes.
Em 26 de julho de 2024, a Minha Criança Trans organizou o "Mutirão do Amor", onde 106 crianças e adolescentes trans, com idade entre 6 e 16 anos, conseguiram autorização judicial para retificação de suas certidões de nascimento. Em outubro, a Advocacia-Geral da União (AGU) se manifestou pela extinção de uma ação protocolada na Justiça pelo deputado federal Nikolas Ferreira que queria impedir uma emenda parlamentar destinando recursos para financiar uma pesquisa da Minha Criança Trans.

## Atuação
Segundo Thamirys, a ONG Minha Criança Trans atende 650 famílias em todo o Brasil, além de 75 famílias que residem no exterior, com crianças de 3 a 18 anos. As frentes de atuação da instituição incluem questões de saúde, qualidade de vida, políticas públicas e garantia de direitos. A ONG tem oito voluntárias na diretoria. Em 2024, Thamirys se dedicava 12 horas por dia ao trabalho com a instituição de forma completamente voluntária.